# Ecce homo (Daumier)
Pour les articles homonymes, voir Ecce homo.
Ecce homo est un tableau réalisé par le peintre français Honoré Daumier vers 1849-1852. Cette huile sur toile représente Jésus-Christ présenté par Ponce Pilate à la foule. Elle est conservée au musée Folkwang, à Essen.

## Postérité
Le tableau fait partie des « 105 œuvres décisives de la peinture occidentale » constituant le musée imaginaire de Michel Butor.